# 拉多斯瓦夫·扎夫罗特尼亚克
拉多斯瓦夫·亞歷山大·扎夫罗特尼亚克（1981年9月2日—）生于克拉科夫，是一名波兰男子击剑运动员，主攻重剑。他曾参加2008年夏季奥林匹克运动会，在男子团体重剑项目上获得一枚银牌。他也参加了2012年夏季奥林匹克运动会。